# كريستيان شميدت
كريستيان شميت (بالألمانية: Christian Schmidt) (مواليد 26 أغسطس، 1957 في أوبرنزن) هو سياسي ألماني ينتمي لحزب الاتحاد المسيحي الاجتماعي. يشغل منذ 17 فبراير 2014 منصب الوزير الاتحادي للتغذية والزراعة، ومنذ 24 أكتوبر 2017 يشغل منصب الوزير الاتحادي للمواصلات والبنية التحتية الرقمية. وكان من 2005 إلى 2013 سكرتير عام الدولة لدى وزير للدفاع، ثم سكرتير عام الدولة للوزير الاتحادي للتعاون الاقتصادي والتنمية.
تعرض لانتقادات بعد موافقته على قرار أوروبي يقضي بتمديد استخدام مبيد الأعشاب الضارة جليفوسات، وأشارت المستشارة أنجيلا ميركل إلى أنه خالف تعليمات الحكومة.

## روابط خارجية
- كريستيان شميدت على موقع مونزينجر (الألمانية)